# Pietro Ponzetto
Pietro Ponzetto (Torino, 1952) è uno scacchista italiano.

## Biografia
Iniziò a giocare a scacchi sin dall'età di sei anni. Ha intrapreso l'attività agonistica nel 1966 raggiungendo il titolo di Maestro FSI. Dal 1970 ha affiancato all'attività agonistica anche quella didattica. È autore di diverse pubblicazioni riguardanti gli scacchi ed è stato direttore della rivista Scacco!.

## Opere
- Scuola di scacchi, Milano, Ediscere, 2008, ISBN 8888928413.
- Test di scacchi, Milano, Mursia, 1985.
- Enciclopedia delle idee nelle aperture: la difesa Est-Indiana, Milano, Mursia, 1989.
- Enciclopedia delle idee nelle aperture: la difesa moderna Benoni e il gambetto Benko, Milano, Mursia, 1990.
- Enciclopedia delle idee nelle aperture: la partita Spagnola (con Roberto Rivello), Milano, Mursia, 1992.
- Il centro dinamico negli scacchi, (con Giacomo Vallifuoco), Verona, Ediscere, 2007, ISBN 9788888928319.
- Strategie negli scacchi, Verona, Ediscere, 2014, ISBN 9788888928579.
- La Difesa Slava - Strategia e tattica nelle aperture, Ediscere, 2022, ISBN 9788888928814.